# Paul Lynde
Paul Edward Lynde (Mount Vernon - Ohio, 13 de junho de 1926 — Beverly Hills - Los Angeles - Califórnia, 10 de janeiro de 1982) foi um ator estadunidense. Conhecido pelo seu papel como o Tio Arthur no seriado: A Feiticeira. Lynde morreu em 1982, de um ataque cardíaco.

## Curiosidades
- Antes de ser o Tio Arthur, o ator já tinha trabalhado na série do 1º ano no episódio:
  - Carros Não São Vassouras.

- Paul Lynde teve três participações no seriado Jeannie é um Gênio:
  - Meu Dono, o Nababo da 2ª temporada;
  - Para Ator, Todo Mundo Tem Pendor e
  - Não Se Preocupe Com os Astronautas, ambos da 3ª temporada.
  - Em The Perils of Penelope Pitstop ele faz a voz de Tião Gavião
  - Em The Flying Nun ele faz um padre psiquiatra que acha que vê coisas ao ver a irmã Bertille (Sally Field) voar